# 북마리아나 제도 축구 협회
북마리아나 제도 축구 협회(영어: Northern Mariana Islands Football Association)은 북마리아나 제도의 축구 협회이다. 국제축구연맹(FIFA)과 아시아 축구 연맹(AFC)에 가입되어 있다. 북마리아나 제도 축구 국가대표팀 등을 관리한다.

## 같이 보기
- 아시아 축구 연맹
- 동아시아 축구 연맹
- 북마리아나 제도 축구 국가대표팀